# Bănila pe Ceremuș, Vijnița
Bănila pe Ceremuș, cunoscut și sub denumirea de Bănila Rusească (în ucraineană Банилів, transliterat: Banîliv și în germană Banilla/Cz.) este un sat reședință de comună în raionul Vijnița din regiunea Cernăuți (Ucraina). Are 3,897 locuitori, preponderent ucraineni (ruteni). 
Satul este situat la o altitudine de 260 metri, pe malul râului Ceremuș,  în partea de centru-nord a raionului Vijnița, la o distanță de 17 km de orașul Vijnița. De această comună depinde administrativ satul Berejnița.

## Istorie
Primele mențiuni documentate asupra Bănilei pe Ceremuș provin din 7 mai 1555, când Alexandru Lăpușneanu, domnitorul Moldovei, a întărit nepoților lui Danko Banilovschi, Fedco și Marușca, precum și verilor lor Alexandru și Avram Banilovschi, câte o jumătate din satele Bănila pe Ceremuș, Lucavăț și Igești. Denumirea satului Bănila a provenit de la numele familiei Banilovschi.
Localitatea Bănila pe Ceremuș a făcut parte încă de la înființare din regiunea istorică Bucovina a Principatului Moldovei. În ianuarie 1775, ca urmare a atitudinii de neutralitate pe care a avut-o în timpul conflictului militar dintre Turcia și Rusia (1768-1774), Imperiul Habsburgic (Austria de astăzi) a primit o parte din teritoriul Moldovei, teritoriu cunoscut sub denumirea de Bucovina. După anexarea Bucovinei de către Imperiul Habsburgic în anul 1775, localitatea Bănila pe Ceremuș a făcut parte din Ducatul Bucovinei, guvernat de către austrieci, făcând parte din districtul Vășcăuți (în germană Waschkoutz). 
După Unirea Bucovinei cu România la 28 noiembrie 1918, satul Bănila pe Ceremuș a făcut parte din componența României, în Plasa Ceremușului a județului Storojineț. Pe atunci, majoritatea populației era formată din ucraineni, existând și comunități mai mici românești și evreiești. În perioada interbelică au funcționat aici o filială a Societății mazililor și răzeșilor moldoveni, o Casă ucraineană de lectură și o Casă polonă de lectură .
Ca urmare a Pactului Ribbentrop-Molotov (1939), Bucovina de Nord a fost anexată de către URSS la 28 iunie 1940, reintrând în componența României în perioada 1941-1944. În iulie 1941, după reintrarea armatei române în Nordul Bucovinei, în satul Bănila pe Ceremuș au fost executați 170 de evrei de către un grup de țărani condus de Ioan Colodelo și de Alexe Mateiaș . Apoi, Bucovina de Nord a fost reocupată de către URSS în anul 1944 și integrată în componența RSS Ucrainene. 
Începând din anul 1991, satul Bănila pe Ceremuș face parte din raionul Vijnița al regiunii Cernăuți din cadrul Ucrainei independente. Conform recensământului din 1989, numărul locuitorilor care s-au declarat români plus moldoveni era de 24 (12+12), adică 0,64% din populația localității . În prezent, satul are 3.897 locuitori, preponderent ucraineni.

## Demografie
Componența lingvistică a localității Bănila pe Ceremuș
     Ucraineană (99,64%)
     Alte limbi (0,31%)
Conform recensământului din 2001, majoritatea populației localității Bănila pe Ceremuș era vorbitoare de ucraineană (99,64%), existând în minoritate și vorbitori de alte limbi.
1930: 4.791 (recensământ)
1989: 3.749 (recensământ)
2007: 3.897 (estimare)

## Recensământul din 1930
Componența etnică a comunei Bănila pe Ceremuș (județul Storojineț)
     Români (1,44%)
     Polonezi (5,28%)
     Evrei (10,79%)
     Ruteni (81,54%)
     Altă etnie (0,95%)
Componența confesională a comunei Bănila pe Ceremuș
     Ortodocși (82,78%)
     Romano-catolici (4,73%)
     Mozaici (10,79%)
     Armeano-Catolici (1,08%)
     Altă religie (0,62%)
Conform recensământului efectuat în 1930, populația comunei Bănila pe Ceremuș se ridica la 4791 locuitori. Majoritatea locuitorilor erau ruteni (81,54%), cu o minoritate de evrei (10,79%), una de polonezi (5,28%) și una de români (1,44%). Alte persoane s-au declarat: cehi/slovaci (1 persoană), germani (6 persoane), ruși (8 persoane), bulgari (1 persoană), sârbi\croați\sloveni (1 persoană) și armeni (19 persoane). Din punct de vedere confesional, majoritatea locuitorilor erau ortodocși (82,78%), dar existau și mozaici (10,79%), romano-catolici (4,73%) și armeano-catolici (1,08%). Alte persoane s-au declarat: evanghelici/luterani (7 persoane), greco-catolici (21 de persoane) și adventiști (1 persoană).

## Personalități
- Vladimir de Repta (1841-1926) - vicar general al Mitropoliei Bucovinei (1896-1902), episcop titular de Rădăuți (1899-1902), arhiepiscop al Cernăuților și mitropolit al Bucovinei (1902-1924), membru de onoare al Academiei Române (1918), senator și președinte al Senatului României
- Ilia Semaka (1866-1929) - jurist și activist politic ucrainean din Bucovina, ales ca deputat în Parlamentul de la Viena (1907-1918) și în Dieta Bucovinei (1911-1918), membru al administrației ucrainene instituite unilateral în Bucovina în noiembrie 1918